# Bouvet (otok)
Otok Bouvet (norveški: Bouvetøya) je nenastanjeni subantarktički vulkanski otok u Južnom Atlantiku, jugo-jugozapadno od Rta Dobre Nade u (Južnoj Africi). Suverenitet nad njim je proglasila Norveška.

## Geografija
Otok Bouvet se nalazi na 54°26′S 3°24′E / 54.433°S 3.400°E. Površina mu iznosi 58,5 km², 93% od čega pokrivaju ledenjaci koji blokiraju prilaz s južne i istočne obale.
Ne postoje nikakve luke, te se može pristajati jedino čamcima uz velike poteškoće. Ledenjaci su stvorili debeli sloj leda koji pada s visokih stijena u more ili crne plaže od vulkanskog pijeska. Obala od 29,6 km je često pokrivena slojem leda. Najviši vrh na otoku se zove Olavtoppen, a visina mu iznosi 780 m iznad morske razine. Naslage lave na zapadnoj obali, koje su se stvorile između 1955. i 1958., čine gnjezdište za morske ptice.
Otok Bouvet se smatra jednim od najudaljenijih otoka na svijetu, zajedno s drugim malim izoliranim otocima kao što su Tristan da Cunha, Uskršnji otok i Pitcairn. Najbliže kopno je Zemlja Kraljice Maud na Antarktici, preko 1600 km na jugu, i sama nenastanjena.

## Povijest
Otok Bouvet je otkriven 1. siječnja 1739. godine, od Jean-Baptistea Charlesa Bouveta de Loziera, koji je zapovijedao francuskim brodovima Aigle and Marie.  No položaj otoka nije bio fiksiran niti ga je Bouvet oplovio sa svake strane pa nije bilo jasno je li riječ o otoku ili dijelu kontinenta.
Otok nije posjećivan sve do 1808. kada ga je primijetio izvjesni Lindsay, kapetan kitolovca Swan u vlasništvu Enderby Company. Iako nije pristao, bio je prvi moreplovac koji je ispravno zabilježio položaj otoka.
Prvo uspješno iskrcavanje datira iz prosinca 1822. godine, kada je kapetan Benjamin Morrell s tuljanolovca Wasp došao na otok loveći tuljane. U tome je bio uspješan i otok napustio s nekoliko tuljanovih koža.
Dana 10. prosinca 1825. izvjesni kapetan Norris, zapovjednik kitolovaca Sprightly i Lively u vlasništvu Enderby Company, iskrcao se na otok, imenovao ga Otok Liverpool i preuzeo ga za račun britanske krune.
Godine 1898. njemačka ekspedicija Valdivia na čelu s Carlom Cuhnom posjetila je otok, ali nije pristala. Prvi duži boravak na otoku zbio se godine 1927. kada je Norveška posada ostala tamo oko mjesec dana; to je osnovica za teritorijalno prisizanje od strane Norveške, koja je otok imenovala Bouvetøya (Otok Bouvet na norveškom). Ujedinjeno Kraljevstvo se svog prisizanja odreklo u korist Norveške sljedeće godine.
Godine 1964. napušteni čamac za spašavanje je otkriven na otoku, zajedno s raznim zalihama; međutim, putnici s čamca nisu nikad pronađeni.
Godine 1971. otok Bouvet i njegove teritorijalne vode su proglašene prirodnim rezervatom. Otok je ostao nenastanjen, iako su godine 1977. Norvežani postavili automatsku meteorološku postaju.
Dana 22. rujna 1979. satelit je zabilježio svjetlosni bljesak (koji se kasnije tumačio kao eksplozija nuklearne bombe ili prirodni događaj kao udar meteora) u pojasu južnog Indijskog Oceana između Bouveta i otoka Princa Edwarda. Ova detonacija, koja se otada naziva Incident Vela, razbacala je radioaktivni otpad po širokom području (detektirali su je znanstvenici u Australskoj antarktičkoj teritoriji). Nijedna zemlja nije preuzela odgovornost za događaj za eventualni nuklearni pokus, a sumnja se na Južnu Afriku, Izrael i Tajvan.
Iako je nenastanjen, otok ima vlastiti internetski nastavak .bv, koji se ne koristi. Nekoliko radio-amaterskih ekspedicija koje su otišle na ovo udaljeno mjesto su koristile radio-amaterski znakove koji počinju s 3Y.  Otok Bouvet spada u vremensku zonu UTC Z. Atlantic/St_Helena je naziv koji se koristi u bazi podataka za vremenske zone.

## Otok Bouvet u popularnoj kulturi
Bouvet, nazvan "Otok Bouvetøya", bio je mjesto radnje u filmu Alien vs. Predator iz godine 2004. Također ima važnu ulogu u knjizi Ostaci leda Geoffreya Jenkinsa.

## Vanjske poveznice
- Informacije o otoku Bouvet. Inačica izvorne stranice arhivirana 22. srpnja 2012. Pristupljeno 23. travnja 2006.
- Otok Bouvet - Bouvetøya  Arhivirana inačica izvorne stranice od 28. listopada 2005. (Wayback Machine)